# إلياس سابا
إلياس سابا هو رجل اقتصاد وسياسي لبناني.

## في الوزارة
- من 13 أكتوبر 1970 إلى 27 مايو 1972 وزيراً للمالية ووزيراً للدفاع الوطني في حكومة الرئيس صائب سلام في عهد رئيس الجمهورية سليمان فرنجية، وفي 20 يناير 1971 نائباً لرئيس مجلس الوزراء.
- من 21 أكتوبر 2004 إلى 18 أبريل 2005 وزيراً للمالية في حكومة الرئيس عمر كرامي في عهد الرئيس إميل لحود.

## وفاته
توفي يوم 22 مايو 2023 عن عمر ناهز الرابعة والتسعين.